# Parras
Parras és un municipi mexicà de Coahuila de Zaragoza, al nord-oest de Mèxic. La principal ciutat és Parras de la Fuente. Se l'anomena l'"oasis de Coahuila".

## Geografia
Es troba al sud-est de Coahuila de Zaragoza, al nord-est de Mèxic. L'alçada aproximada és de 1.520 metres sobre el nivell del mar, i la distància de la capital de l'estat és d'uns 157 quilòmetres.
Es divideix en 175 localitats, amb una superfície de 9.271,7 quilòmetres quadrats, cosa que representa el 6,12% del total de la superfície de l'estat. Limita al sud de Cuatrociénegas de Carranza, al nord-est de San Pedro de las Colonias, a l'est amb el municipi de General Cepeda i Saltillo, a l'oest amb el municipi de Viesca, i al sud amb l'estat de Zacatecas.

## Clima
El clima a Parras és divers: al sud-est, al sud i al sud-oest del municipi, és semisec moderat; al nord és sec semi-càlid.
La temperatura mitjana anual és de 14 a 18 °C i amb un règim de pluges els mesos d'abril a octubre. Durant aquesta temporada, gràcies a la presència de fonts que surten de les serralades veïnes de Parra, Hojaseñal, Playa Madero i El Laurel, la regió s'abasteix d'aigua, essent la quantitat tan abundant que es converteix en un veritable oasis al desert.
La freqüència anual de les gelades és de 0 a 20 dies a la part central, i a l'extrem sud de 20 a 40 dies, així com les granisades a la part nord de 0 a 1 dia

## Llocs d'interès
- Santuario de Nuestra Señora de Guadalupe. Es tracta d'un edifici de mitjans del segle xvi, presentant una façana senzilla en la qual destaca una torre rematada per pinacles, amb quatre imatges de la Verge de Guadalupe flanquejant l'entrada.
- Antic temple i Col·legi de San Ignacio de Loyola, edificat durant el segle xvii, actualment també és un museu on hi ha una col·lecció d'obres pictòriques.
- Arxiu Matheo. Conté un important conjunt de documents eclesiàstics i civils dels segles XVII al XIX.
- Capella de Santo Madero. Construïda entre 1868 i 1880, aquesta capella es troba al cim del turó del Sombreretillo, lloc que va rebre el nom per la semblança que té a un barret. Destaca per les seves proporcions i per la seva decoració senzilla.

- Palau Municipal de Parras. Presenta una façana d'estil neoclàssic, de dos nivells, en les quals es succeeixen dos grups de balcons i finestres. A l'interior de l'edifici hi ha un mutal que resumeix els episodis més destacats de la història del municipi.
- Casa de la Cultura. En aquest indret s'hi conserven alguns objectes que van pertànyer a Francisco I. Madero, principalment pintures i la seva acta de naixement.
- Hacienda San Lorenzo. Fundada durant el segle xvi, aquí és on es van establir les primeres bodegues de vi produït a Amèrica. Actualment és la seu oficial de la Casa Madero, productora dels vins més coneguts de Parras, reconeguts a nivell internacional.
- Casa del Abuelo. Antiga casa de Francisco I. Madero

## Personatges destacats
- Francisco I. Madero: Iniciador de la Revolució Mexicana i president de la República.
- Gustavo A. Madero: Germà i col·laborador de Francisco I Madero.
- Emilio Madero: Militar revolucionari, germà de Francisco I. Madero.
- Julio Madero: Militar revolucionari, germà de Francisco I. Madero.
- Raúl Madero: Militar revolucionari, germà de Francisco I. Madero, governador dels estats de Nuevo León (1915), i Coahuila de Zaragoza (1957 - 1963)
- Ernesto Madero Farías: Secretari d'Hisenda de Mèxic en els gabinets de Francisco León de la Barra i de Francisco I. Madero.
- Eugenio Aguirre Benavides: Militar revolucionari.
- Adrián Aguirre Benavides: Militar i advocat.
- Luis Aguirre Benavides: Militar revolucionari.
- Gustavo Aguirre Benavides: Enginyer i botànic.
- Andrés S. Viesca: militar y governador, va lluitar a la Guerra de Reforma i durant la Intervenció Francesa.
- Nancy Cárdenas: Escriptora de llibres i novel·les.
- Cornelio Reyna: Compositor i cantant.